# Breda Ba.64

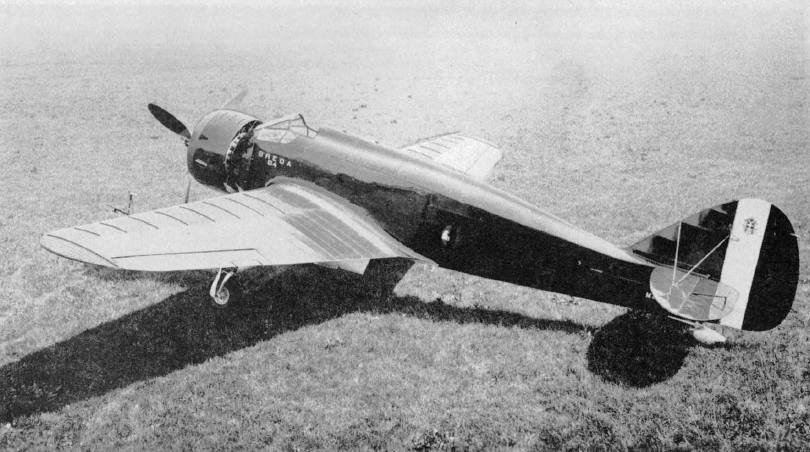
Ba.64

Breda Ba.64 là một loại máy bay cường kích một động cơ của Italy trang bị cho Regia Aeronautica (không quân Italy) trong thập niên 1930.
Ba.64 được Antonio Parano và Giuseppe Panzeri thiết kế, nó chỉ trang bị hạn chế với 2 đơn vị từ năm 1936, cùng với loại Caproni A.P.1. Đến năm 1939 nó bắt đầu bị thải loại, và được thay thế bằng loại Ba.65.

## Quốc gia sử dụng
- Italy
  - Regia Aeronautica
- Spain
- Liên Xô
- Uruguay
  - Không quân Uruguay

## Tính năng kỹ chiến thuật (Ba.64)
Đặc điểm tổng quát
- Kíp lái: 2
- Chiều dài: 9,72 m (31,8 ft)
- Sải cánh: 12,10 m (39,6 ft)
- Chiều cao: 3,14 m (10,3 ft)
- Diện tích cánh: 23,50 m² (77 ft²)
- Trọng lượng rỗng: 2.030 kg (4.475 lb)
- Trọng lượng cất cánh tối đa: 3.034 kg (6.688 lb)
- Động cơ: 1 × Alfa Romeo 125 RC.35, 485 kW (650 hp)

 Hiệu suất bay 
- Vận tốc cực đại: 350 km/h (217 mph)
- Tầm bay: 900 km (560 dặm)
- Trần bay: 7,000 m (22,965 ft)

Trang bị vũ khí

- Súng: 

  - 2 × súng máy Breda-SAFAT 12,7 mm (.50 in)
  - 3 × súng máy Breda-SAFAT 7,7 mm (.303 in)
- Bom: 544 kg (1.200 lb)